# Krynki (województwo świętokrzyskie)
Krynki – wieś w Polsce, położona w województwie świętokrzyskim, w powiecie starachowickim, w gminie Brody.
W latach 1975–1998 miejscowość administracyjnie należała do województwa kieleckiego.
Krynki są siedzibą rzymskokatolickiej parafii Wniebowzięcia Najświętszej Maryi Panny.
Przez wieś przechodzi  czerwony Szlak Milenijny ze Skarżyska-Kamiennej do Kałkowa,  niebieski szlak rowerowy ze Skarżyska-Kamiennej do Ostrowca Świętokrzyskiego i  zielony szlak rowerowy im. Witolda Gombrowicza.

## Integralne części wsi
| SIMC    | Nazwa                  | Rodzaj      |
| ------- | ---------------------- | ----------- |
| 0230964 | Gajówka Kałków         | osada leśna |
| 0230970 | Gajówka Krynki         | osada leśna |
| 0230912 | Krynki Duże            | część wsi   |
| 0230929 | Krynki Małe            | część wsi   |
| 0230987 | Leśniczówka Nietulisko | osada leśna |
| 0230935 | Nad Kanałem            | część wsi   |
| 0230941 | Pod Szosą              | część wsi   |

## Historia

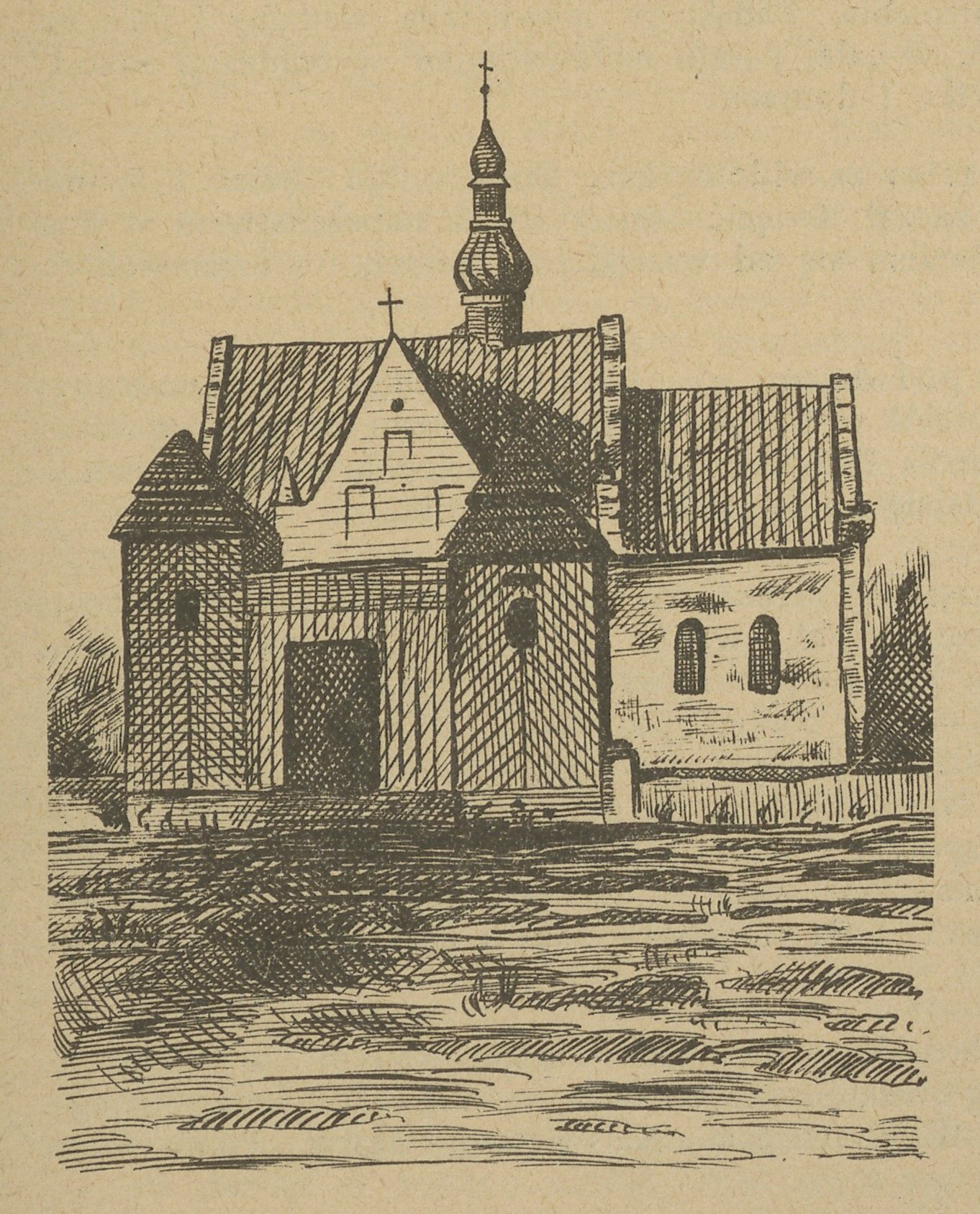
Kościół przed 1907

Pierwotnie nazwa wsi brzmiała Gutanów. Nazwa Krzinki alias Gutanow pojawia się w źródłach z roku 1384, jako Gutanow występuje w 1441.  W wieku XV wieś była własnością biskupów krakowskich, którzy ufundowali tu parafię i kościół, Długosz nazywa wieś Guthanow, Krzinki. Gutanów odnotowano jeszcze w metrykach zmarłych z roku 1694.
Około 1470-90 istniał tu już kościół, budowla drewniana, pw. św. Marcina (Jan Długosz L.B.II, 486). Obecnie istniejący, murowany wzniósł w 1727 r. Mikołaj Zacharski, dzierżawca kuźnic brodzkich.
Krynki w wieku XIX opisano jako  wieś i folwark w powiecie opatowskim, gminie Kunów, parafii własnej. Wieś przy drodze bitej, odległa 28 wiorst od Opatowa.
We wsi według noty SgKP z roku 1883   istniał kościół parafialny, murowany, dom przytułku dla starców i kalek.
- Według spisu miast, wsi, osad Królestwa Polskiego z 1827 roku było tu 43 domów, 305 mieszkańców a wieś własnością rządową.
- Spis z roku 1885 pokazał 60 domów i 474 włościan obejmujących 802 morgi ziemi, i 294 mórg folwarku należącego do rządu rosyjskiego.

Parafia Krynki w  ówczesnym dekanacie opatowskim liczyła 2798 dusz.

## Zabytki
- Kościół pw. św. Marcina i Wniebowzięcia NMP, wzniesiony w latach 1724–1727 wraz z cmentarzem kościelnym oraz dwiema drewnianymi dzwonnicami i bramą z 1779 r. wpisane do rejestru zabytków nieruchomych (nr rej.: A.804/1-3 z 2.10.1956 i z 23.06.1967)[11].